# اينزو أكوستا
اينزو أكوستا (بالإسبانية: Enzo Acosta)‏ هو لاعب كرة قدم أرجنتيني في مركز الوسط، ولد في 30 نوفمبر 1996 في أفيانيدا في الأرجنتين. لعب مع كيلمس.